# Ciudad Apodaca
Ciudad Apodaca (röviden: Apodaca) egy város Mexikó Új-León államában, az állam középső, a monterreyi agglomeráció északkeleti részén. 2010-ben lakossága meghaladta a 467 000 főt.

## Földrajz

### Fekvése
A város Új-León állam középső részén terül el egy olyan területen, ami északkeletről délnyugat felé lassan emelkedik. A település a monterreyi agglomeráció része, annak északkeleti szélén fekszik, nyugaton Ciudad General Escobedo, délnyugaton San Nicolás de los Garza, délen pedig Guadalupe városa határolja. Közelében található az agglomeráció nemzetközi repülőtere, a General Mariano Escobedo nemzetközi repülőtér. Apodaca környékén a beépítetlen területek nagy részét a mezőgazdaság hasznosítja, kisebb részüket rétek és bozótos vidékek teszik ki.

### Éghajlat
A város éghajlata forró, nyáron és ősz elején csapadékosabb. Minden hónapban mértek már legalább 38 °C-os hőséget, a rekord elérte az 50 °C-ot is. Az átlagos hőmérsékletek a januári 14,0 és az augusztusi 28,2 fok között váltakoznak, fagy ősz közepétől tavaszig fordul elő. Az évi átlagosan 589 mm csapadék időbeli eloszlása nagyon egyenetlen: a májustól októberig tartó fél éves időszak alatt hull az éves mennyiség több mint háromnegyede.
| Hónap                                   | Jan. | Feb. | Már. | Ápr. | Máj. | Jún. | Júl. | Aug. | Szep. | Okt. | Nov. | Dec. | Év   |
| --------------------------------------- | ---- | ---- | ---- | ---- | ---- | ---- | ---- | ---- | ----- | ---- | ---- | ---- | ---- |
| Rekord max. hőmérséklet (°C)            | 40,0 | 42,0 | 48,0 | 50,0 | 47,5 | 46,0 | 47,0 | 45,0 | 44,0  | 41,0 | 41,0 | 38,0 | 50,0 |
| Átlagos max. hőmérséklet (°C)           | 22,9 | 24,7 | 29,5 | 33,1 | 35,0 | 36,9 | 37,2 | 37,3 | 34,0  | 30,0 | 26,4 | 23,3 | 30,9 |
| Átlaghőmérséklet (°C)                   | 14,0 | 15,4 | 19,5 | 23,3 | 25,8 | 27,8 | 28,0 | 28,2 | 25,7  | 21,7 | 17,7 | 14,5 | 21,8 |
| Átlagos min. hőmérséklet (°C)           | 5,1  | 6,1  | 9,5  | 13,5 | 16,7 | 18,8 | 18,9 | 19,0 | 17,5  | 13,5 | 9,0  | 5,7  | 12,8 |
| Rekord min. hőmérséklet (°C)            | −6,5 | −7,5 | −5,0 | 0,0  | 2,5  | 7,0  | 8,0  | 7,0  | 3,0   | −2,0 | −5,0 | −8,5 | −8,5 |
| Átl. csapadékmennyiség (mm)             | 16   | 20   | 16   | 40   | 52   | 63   | 66   | 69   | 151   | 54   | 20   | 22   | 589  |
| Forrás: Servicio Meteorológico Nacional |      |      |      |      |      |      |      |      |       |      |      |      |      |

## Népesség
A település népessége a közelmúltban folyamatosan és rendkívül gyorsan növekedett:
| Év   | Lakosság |
| ---- | -------- |
| 1990 | 103 364  |
| 1995 | 212 118  |
| 2000 | 270 369  |
| 2005 | 393 195  |
| 2010 | 467 157  |

## Története
A város nevét Salvador Apodaca y Loreto guadalajarai születésű linaresi püspök után kapta, aki 1844 elejétől az év nyarán bekövetkezett haláláig Monterreyben tevékenykedett.
A mai város területének első telepesei a portugál Gaspar Castaño de Sosa és Diego de Montemayor voltak, Sosa lakóhelyét Estancia Castañónak nevezte el. A később folyamatosan növekvő településnek az 1851. március 31-én megjelent, többek között Agapito García kormányzó által is aláírt 112-es számú rendelet adományozta oda a villa rangot, majd 1982. március 26-án a 210-es számú rendelettel még magasabb, ciudad rangra emelkedhetett a település. Lakosságának növekedése igen gyors: míg 1990-ben körülbelül 100 000-en lakták, húsz évvel később már a félmilliót közelítette a népesség.

## Turizmus, látnivalók

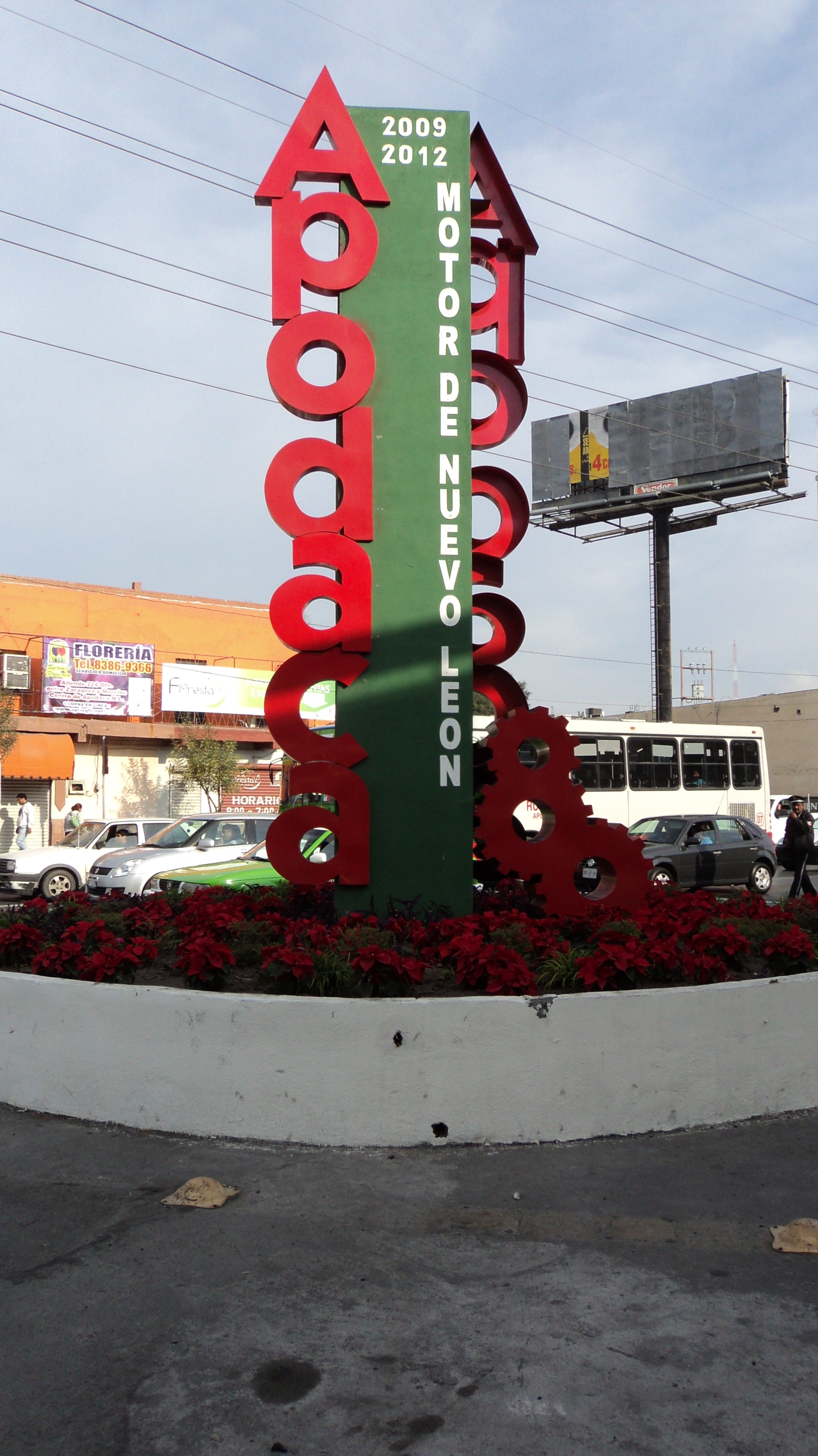
A városközpont

Apodaca nem tartozik a fontos turisztikai célpontok közé. Figyelmet érdemlő építményei az 1848-ban építeni kezdett Szent Ferenc-templom a főtéren, az 1976-ban épült modern községi palota, Moisés Sáenz emlékműve (1962), és az első telepes, Gaspar Castaño de Sosa emlékműve (1995). Az 1988-ban megnyitott városi múzeumban régi bútorok, fegyverek, pénzek, dokumentumok, fényképek és mezőgazdasági eszközök láthatók, és rendelkezik egy időszakos kiállításokra szolgáló teremmel is. Homlokzata az egykori, mára már lebontott községi palotáét utánozza.